# Three Cool Cats
«Three Cool Cats» es una canción escrita en 1958 por Jerry Leiber y Mike Stoller. Fue grabada originalmente por The Coasters y lanzada como lado B de su sencillo Charlie Brown.

## Versión de The Beatles
The Silver Beatles (después The Beatles)  grabó una versión del tema en el año nuevo de 1962, en su audición para la compañía discográfica Decca Records, con George Harrison como vocalista y Pete Best en la batería. Esta grabación fue incluida en el álbum recopilatorio Anthology 1 de 1995. La banda también grabó una versión del tema durante las sesiones de grabación del álbum Get Back (finalmente llamado Let It Be), en enero de 1969, aunque nunca fue publicada.

## Otras versiones
También existen muchas otras versiones del tema. En 2005, Ry Cooder grabó una versión en su álbum Chávez Ravine , con Little Willie como vocalista. La banda de rock The 5.6.7.8's grabó una versión del tema en su EP Bomb the Twist (1996). Además, fue grabada por The Basics en su álbum Stand Out/Fit In (2007) y también en su álbum en vivo, de 2010.